# Campionati europei under 23 di atletica leggera 2013
Il IX Campionato europeo under 23 di atletica leggera si è disputato a Tampere, in Finlandia, dal 10 al 14 luglio 2013.

## Nazioni partecipanti
Tra parentesi, il numero di atleti partecipanti per nazione.
- Armenia (1)
- Austria (6)
- Azerbaigian (3)
- Belgio (25)
- Bielorussia (23)
- Bosnia ed Erzegovina (3)
- Bulgaria (8)
- Rep. Ceca (32)
- Cipro (8)
- Croazia (10)
- Danimarca (4)
- Estonia (17)
- Finlandia (38)
- Francia (51)
- Georgia (7)
- Germania (69)
- Gran Bretagna (36)
- Grecia (11)
- Irlanda (14)
- Islanda (4)
- Israele (15)
- Italia (73)
- Lettonia (15)
- Lituania (20)
- Lussemburgo (5)
- Macedonia (1)
- Malta (1)
- Moldavia (2)
- Montenegro (2)
- Norvegia (25)
- Paesi Bassi (32)
- Polonia (56)
- Portogallo (22)
- Romania (32)
- Russia (58)
- San Marino (1)
- Serbia (8)
- Slovacchia (6)
- Slovenia (12)
- Spagna (41)
- Svezia (38)
- Svizzera (17)
- Turchia (18)
- Ucraina (37)
- Ungheria (27)

## Risultati
I risultati del campionato sono stati:

### Uomini
| Specialità | Oro                                                                     | Prestazione | Argento                                                                               | Prestazione | Bronzo                                                                 | Prestazione |
| Corse piane |                                                                         |             |                                                                                       |             |                                                                        |             |
| 100 metri | Adam Gemili Gran Bretagna                                               | 10"20       | Deji Tobais Gran Bretagna                                                             | 10"29       | Hensley Paulina Paesi Bassi                                            | 10"48       |
| 200 metri | Karol Zalewski Polonia                                                  | 20"41       | Daniel Talbot Gran Bretagna                                                           | 20"46       | Pavel Maslák Rep. Ceca                                                 | 20"49       |
| 400 metri | Lev Mosin Russia                                                        | 45"51       | Vitalij Butrym Ucraina                                                                | 45"88       | Nikita Uglov Russia                                                    | 46"04       |
| 800 metri | Pierre-Ambroise Bosse Francia                                           | 1'45"79     | Taras Bybyk Ucraina                                                                   | 1'46"20     | Amel Tuka Bosnia ed Erzegovina                                         | 1'46"29     |
| 1.500 metri | Pieter-Jan Hannes Belgio                                                | 3'43"83     | Charlie Grice Gran Bretagna                                                           | 3'44"41     | Alberto Imedio Spagna                                                  | 3'44"65     |
| 5.000 metri | Henrik Ingebrigtsen Norvegia                                            | 14'19"39    | Tom Farrell Gran Bretagna                                                             | 14'19"94    | Aitor Fernández Spagna                                                 | 14'20"65    |
| 10.000 metri | Gabriel Navarro Spagna                                                  | 29'43"22    | Nicolae Alexandru Soare Romania                                                       | 29'43"76    | Abdi Hakin Ulad Danimarca                                              | 29'44"78    |
| Corse a ostacoli |                                                                         |             |                                                                                       |             |                                                                        |             |
| 110 metri ostacoli | Simon Krauss Francia                                                    | 13"55       | Koen Smet Paesi Bassi                                                                 | 13"58       | Gregor Traber Germania                                                 | 13"66       |
| 400 metri ostacoli | Emir Bekrić Serbia                                                      | 48"76       | Sebastian Rodger Gran Bretagna                                                        | 49"19       | Rasmus Mägi Estonia                                                    | 49"19       |
| 3000 metri siepi | Abdelaziz Merzougui Spagna                                              | 8'34"64     | Giuseppe Gerratana Italia                                                             | 8'35"55     | Tanguy Pepiot Francia                                                  | 8'38"07     |
| Staffette |                                                                         |             |                                                                                       |             |                                                                        |             |
| Staffetta 4x100 m | Gran Bretagna Deji Tobais Daniel Talbot Dannish Walker-Khan Adam Gemili | 38"77       | Polonia Remigiusz Olszewski Przemysław Słowikowski Karol Zalewski Grzegorz Zimniewicz | 38"81       | Spagna Eduard Viles Adrià Burriel Bruno Hortelano Eusebio Cáceres      | 38"87       |
| Staffetta 4x400 m | Russia Lev Mosin Denis Nesmašnyj Artëm Važov Nikita Uglov               | 3'04"63     | Belgio Seppe Thijs Dylan Borlée Stef Vanhaeren Julien Watrin                          | 3'04"90     | Italia Vito Incantalupo Lorenzo Valentini Marco Lorenzi Michele Tricca | 3'05"10     |
| Corse su strada |                                                                         |             |                                                                                       |             |                                                                        |             |
| 20 km marcia | Hagen Pohle Germania                                                    | 1h25'04     | Massimo Stano Italia                                                                  | 1h25'25     | Oleksandr Verbyc'kyj Ucraina                                           | 1h26'01     |
| Salti |                                                                         |             |                                                                                       |             |                                                                        |             |
| Salto in alto | Douwe Amels Paesi Bassi                                                 | 2,28 m      | Daniil Cyplakov Russia                                                                | 2,28 m      | Adónios Mástoras Grecia Allan Smith Gran Bretagna                      | 2,26 m      |
| Salto con l'asta | Anton Ivakin Russia                                                     | 5,60 m      | Robert Sobera Polonia                                                                 | 5,60 m      | Valentin Lavillenie Francia Daniel Clemens Germania                    | 5,50 m      |
| Salto in lungo | Eusebio Cáceres Spagna                                                  | 8,37 m      | Sergej Morgunov Russia                                                                | 8,01 m      | Kirill Sucharev Russia                                                 | 7,90 m      |
| Salto triplo | Aleksej Fëdorov Russia                                                  | 17,13       | Gaëtan Saku Bafuanga Francia                                                          | 16,57 m     | Artëm Primak Russia                                                    | 16,49 m     |
| Lanci |                                                                         |             |                                                                                       |             |                                                                        |             |
| Getto del peso | Jakub Szyszkowski Polonia                                               | 19,78 m     | Dominik Witczak Polonia                                                               | 19,63 m     | Mikhail Abramchuk Bielorussia                                          | 19,42 m     |
| Lancio del disco | Andrius Gudžius Lituania                                                | 62,40 m     | Viktor Butenko Russia                                                                 | 62,27 m     | Danijel Furtula Montenegro                                             | 61,61 m     |
| Lancio del martello | Zakhar Makhrosenka Bielorussia                                          | 74,63 m     | Ákos Hudi Ungheria                                                                    | 74,06 m     | Quentin Bigot Francia                                                  | 74,00 m     |
| Lancio del giavellotto | Zigismunds Sirmais Lettonia                                             | 82,77 m     | Bernhard Seifert Germania                                                             | 82,42 m     | Thomas Röhler Germania                                                 | 81,74 m     |
| Prove multiple |                                                                         |             |                                                                                       |             |                                                                        |             |
| Decathlon | Kai Kazmirek Germania                                                   | 8366 p.     | Il'ja Škurenëv Russia                                                                 | 8279 p.     | Adam Helcelet Rep. Ceca                                                | 8252 p.     |
| record mondiale; record mondiale stagionale; miglior prestazione mondiale under 23; miglior prestazione mondiale stagionale under 23; record europeo; miglior prestazione europea stagionale; miglior prestazione europea under 23; miglior prestazione europea stagionale under 23; record dei campionati; record nazionale; record nazionale under 23; record personale; record personale stagionale. |                                                                         |             |                                                                                       |             |                                                                        |             |

### Donne
| Specialità | Oro                                                                                 | Prestazione | Argento                                                                    | Prestazione | Bronzo                                                                             | Prestazione |
| Corse piane |                                                                                     |             |                                                                            |             |                                                                                    |             |
| 100 metri | Dafne Schippers Paesi Bassi                                                         | 11"13       | Jodie Williams Gran Bretagna                                               | 11"42       | Tatjana Pinto Germania                                                             | 11"50       |
| 200 metri | Jodie Williams Gran Bretagna                                                        | 22"92       | Lenora Guion Firmin Francia                                                | 22"96       | Gloria Hooper Italia                                                               | 23"24       |
| 400 metri | Lenora Guion Firmin Francia                                                         | 51"68       | Mirela Lavric Romania                                                      | 52"06       | Justyna Święty Polonia                                                             | 52"22       |
| 800 metri | Mirela Lavric Romania                                                               | 2'01"56     | Ol'ha Ljachova Ucraina                                                     | 2'01"90     | Selina Büchel Svizzera                                                             | 2'02"74     |
| 1.500 metri | Amela Terzić Serbia                                                                 | 4'05"69     | Corinna Harrer Germania                                                    | 4'07"71     | Laura Muir Gran Bretagna                                                           | 4'08"19     |
| 5.000 metri | Layes Abdullayeva Azerbaigian                                                       | 15'51"72    | Kate Avery Gran Bretagna                                                   | 15'54"07    | Liv Westphal Francia                                                               | 16'08"85    |
| 10.000 metri | Gul'šat Fazlitdinova Russia                                                         | 32'53"93    | Viktoryja Chapilina Ucraina                                                | 33'56"85    | Anastasia Karakatsani Grecia                                                       | 33'57"74    |
| Corse a ostacoli |                                                                                     |             |                                                                            |             |                                                                                    |             |
| 100 metri ostacoli | Isabelle Pedersen Norvegia                                                          | 13"12       | Karolina Kołeczek Polonia                                                  | 13"30       | Nooralotta Neziri Finlandia                                                        | 13"39       |
| 400 metri ostacoli | Vera Rudakova Russia                                                                | 55"92       | Bianca Baak Paesi Bassi                                                    | 56"75       | Anastasija Lebid Ucraina                                                           | 56"92       |
| 3000 metri siepi | Gesa Felicitas Krause Germania                                                      | 9'38"91     | Ekaterina Sokolenko Russia                                                 | 9'49"34     | Evdokija Bukina Russia                                                             | 10'03"41    |
| Staffette |                                                                                     |             |                                                                            |             |                                                                                    |             |
| Staffetta 4x100 m | Germania Luise Hollender Leena Günther Tatjana Pinto Katharina Grompe               | 43"29       | Gran Bretagna Annie Tagoe Corinne Humphreys Rachel Johncock Jodie Williams | 43"83       | Italia Laura Gamba Irene Siragusa Martina Amidei Gloria Hooper                     | 43"86       |
| Staffetta 4x400 m | Polonia Magdalena Gorzkowska Małgorzata Hołub Agnieszka Karczmarczyk Justyna Święty | 3'29"74     | Romania Camelia Florina Gal Mirela Lavric Sanda Belgyan Adelina Pastor     | 3'30"28     | Francia Lenora Guion Firmin Justine Fedronic Louise-Anne Bertheau Agnes Raharolahy | 3'30"64     |
| Corse su strada |                                                                                     |             |                                                                            |             |                                                                                    |             |
| 20 km marcia | Ljudmyla Oljanovs'ka Ucraina                                                        | 1h30'37     | Antonella Palmisano Italia                                                 | 1h30'59     | Natalya Serezhkina Russia                                                          | 1h31'50     |
| Salti |                                                                                     |             |                                                                            |             |                                                                                    |             |
| Salto in alto | Alessia Trost Italia                                                                | 1,98 m =    | Airinė Palšytė Lituania                                                    | 1,92 m      | Oksana Krasnokutskaya Russia                                                       | 1,90 m      |
| Salto con l'asta | Angelina Žuk-Krasnova Russia                                                        | 4,70 m      | Anželika Sidorova Russia                                                   | 4,60 m      | Angelica Bengtsson Svezia                                                          | 4,55 m      |
| Salto in lungo | Lena Malkus Germania                                                                | 6,76 m      | Kristina Hryšutina Ucraina                                                 | 6,61 m      | Dafne Schippers Paesi Bassi                                                        | 6,59 m      |
| Salto triplo | Gabriela Petrova Bulgaria                                                           | 13,91 m     | Dariya Derkach Italia                                                      | 13,56 m     | Maja Bratkic Slovenia                                                              | 13,52 m     |
| Lanci |                                                                                     |             |                                                                            |             |                                                                                    |             |
| Getto del peso | Ol'ha Holodna Ucraina                                                               | 18,11 m     | Shanice Craft Germania                                                     | 17,29 m     | Lena Urbaniak Germania                                                             | 16,98 m     |
| Lancio del disco | Anna Rüh Germania                                                                   | 61,45 m     | Shanice Craft Germania                                                     | 58,64 m     | Irina Rodrigues Portogallo                                                         | 56,80 m     |
| Lancio del martello | Sophie Hitchon Gran Bretagna                                                        | 70,72 m     | Barbara Spiler Slovenia                                                    | 69,69 m     | Alexia Sedykh Francia                                                              | 66,67 m     |
| Lancio del giavellotto | Lina Muze Lettonia                                                                  | 58,61 m     | Sarah Mayer Germania                                                       | 55,43 m     | Marija Vučenović Serbia                                                            | 54,43 m     |
| Prove multiple |                                                                                     |             |                                                                            |             |                                                                                    |             |
| Eptathlon | Katarina Johnson-Thompson Gran Bretagna                                             | 6215 p.     | Kira Biesenbach Germania                                                   | 5946 p.     | Anastasija Mochnjuk Ucraina                                                        | 5898 p.     |
| record mondiale; record mondiale stagionale; miglior prestazione mondiale under 23; miglior prestazione mondiale stagionale under 23; record europeo; miglior prestazione europea stagionale; miglior prestazione europea under 23; miglior prestazione europea stagionale under 23; record dei campionati; record nazionale; record nazionale under 23; record personale; record personale stagionale. |                                                                                     |             |                                                                            |             |                                                                                    |             |

## Medagliere
Legenda
     Paese ospitante
| Posizione | Paese                | Oro | Argento | Bronzo | Totale |
| --------- | -------------------- | --- | ------- | ------ | ------ |
| 1         | Russia               | 6   | 6       | 6      | 18     |
| 2         | Germania             | 6   | 5       | 6      | 17     |
| 3         | Gran Bretagna        | 5   | 8       | 2      | 15     |
| 4         | Polonia              | 3   | 4       | 1      | 8      |
| 5         | Francia              | 3   | 2       | 6      | 11     |
| 6         | Spagna               | 3   | 0       | 3      | 6      |
| 7         | Ucraina              | 2   | 5       | 3      | 10     |
| 8         | Paesi Bassi          | 2   | 2       | 2      | 6      |
| 9         | Serbia               | 2   | 0       | 1      | 3      |
| 10        | Lettonia             | 2   | 0       | 0      | 2      |
| 10        | Norvegia             | 2   | 0       | 0      | 2      |
| 12        | Italia               | 1   | 4       | 3      | 8      |
| 13        | Romania              | 1   | 3       | 0      | 6      |
| 14        | Belgio               | 1   | 1       | 0      | 2      |
| 14        | Lituania             | 1   | 1       | 0      | 2      |
| 16        | Bielorussia          | 1   | 0       | 1      | 2      |
| 17        | Bulgaria             | 1   | 0       | 0      | 1      |
| 17        | Azerbaigian          | 1   | 0       | 0      | 1      |
| 19        | Slovenia             | 0   | 1       | 1      | 2      |
| 20        | Ungheria             | 0   | 1       | 0      | 1      |
| 21        | Rep. Ceca            | 0   | 0       | 2      | 2      |
| 21        | Grecia               | 0   | 0       | 2      | 2      |
| 23        | Bosnia ed Erzegovina | 0   | 0       | 1      | 1      |
| 23        | Danimarca            | 0   | 0       | 1      | 1      |
| 23        | Estonia              | 0   | 0       | 1      | 1      |
| 23        | Finlandia            | 0   | 0       | 1      | 1      |
| 23        | Montenegro           | 0   | 0       | 1      | 1      |
| 23        | Portogallo           | 0   | 0       | 1      | 1      |
| 23        | Svezia               | 0   | 0       | 1      | 1      |
| 23        | Svizzera             | 0   | 0       | 1      | 1      |
| Totale    | Totale               | 42  | 42      | 44     | 128    |